# مارجوري غلادمان
مارجوري غلادمان (بالإنجليزية: Marjorie Gladman)‏ مواليد 21 يونيو 1908 في سانتا مونيكا، الولايات المتحدة - الوفاة 9 نوفمبر 1999 في بيتربرة، نيوهامبشير، الولايات المتحدة، كانت لاعبة كرة مضرب أمريكية. كما أنها إحدى بطلات الجراند سلام.

## النهائيات

### الزوجي (الألقاب 1, الوصافة 3)
| الحصيلة | السنة | البطولة                       | الأرضية | الشريك         | المنافس                            | النتيجة       |
| ------- | ----- | ----------------------------- | ------- | -------------- | ---------------------------------- | ------------- |
| الوصافة | 1933  | بطولة أستراليا المفتوحة للتنس | عشبية   | جوان هارتيجان  | مارغريت مولسورث إميلي هود ويستاكوت | 3–6, 2–6      |
| الفوز   | 1936  | بطولة أمريكا المفتوحة للتنس   | عشبية   | كارولين بابكوك | هيلين جاكوبز سارة بالفري كوك       | 9–7, 2–6, 6–4 |
| الوصافة | 1937  | بطولة أمريكا المفتوحة للتنس   | عشبية   | كارولين بابكوك | سارة بالفري كوك أليس ماربل         | 5–7, 4–6      |
| الوصافة | 1940  | بطولة أمريكا المفتوحة للتنس   | عشبية   | دوروثي تشيني   | سارة بالفري كوك أليس ماربل         | 4–6, 3–6      |

### الزوجي المختلط (الوصافة 1)
| الحصيلة | السنة | البطولة                       | الأرضية | الشريك       | المنافس                            | النتيجة         |
| ------- | ----- | ----------------------------- | ------- | ------------ | ---------------------------------- | --------------- |
| الوصافة | 1933  | بطولة أستراليا المفتوحة للتنس | عشبية   | إلسورث فاينز | مارجوري كوكس كراوفورد جاك كراوفورد | 6–3, 5–7, 11–13 |